# Arturo Mercado
Arturo Rodrigo Mercado Chacón (Acámbaro, Guanajuato México, 7 de diciembre de 1940) es un reconocido actor de doblaje mexicano con más de 50 años de trayectoria en el medio artístico. Conocido por sus numerosos registros de voces y la habilidad de abarcar diferentes tipos de personajes.

## Biografía
Arturo Mercado es originario de Acámbaro, Estado de Guanajuato. Llega a la Ciudad de México en 1952. Estudio actuación en el instituto Andrés Soler, perteneciente a la Asociación Nacional de Actores (ANDA). A la par de doblaje se ha delicado activamente a la locución comercial. Es padre de los actores de doblaje Arturo Mercado Jr. y Carmen Mercado. Estuvo casado con Magdalena Leonel.
Ya egresado en 1961 empieza a trabajar en teatro, televisión y radio; incursionado en la especialidad de doblaje en 1963, dónde ha intervenido en numerosas películas animadas tales como Bambi, en la que interpretó a Flor, La bella y la bestia en donde dobló a Bestia, La telaraña de Charlotte poniendo voz al cerdito Wilbur, Todos los perros van al cielo interpretando a Charlie Barkin, Tom y Jerry: La película interpretando a Tom, El rey león interpretando a Simba.
Entre sus personajes más conocidos están Pedro Picapiedra (2ª voz), Shaggy Rogers en la franquicia de Scooby-Doo (1969-2015), Rico McPato en casi todas sus apariciones, Bugs Bunny y el Pato Lucas (3.ª etapa) en los Looney Tunes, Yoda en la franquicia de Star Wars, Simba en El Rey León, entre otros. En la actualidad, Arturo sigue plenamente activo en dichas actividades.
Adicionalmente, Arturo es la voz recurrente en español de actores como Dick Van Dyke, Tom Hanks, George Clooney, Jackie Chan, Dennis Quaid, Bill Murray y Ray Liotta. 